# 武库
武库是中国西汉皇家兵器库，建于汉高祖四年（公元前199年），为丞相萧何主持营建。位于未央宫与长乐宫之间。20世纪70年代中期已经全面考古发掘。这是唯一一座经过考古发掘的中国古代中央级“武库”遗址。
武库建筑平面为长方形，东西宽710米，南北长322米，四周建围墙，为封闭式庭院。包括兵器库和兵营二区，兵器库较大。库房内有3条南北向隔墙，均分4个房间。每个房间南北对称开2个门道，附近建门卫用房。